# LUMI
LUMI (англ. Large Unified Modern Infrastructure) — це суперкомп'ютер у пета масштабі, розташований у центрі обробки даних CSC у Каяні, Фінляндія. Станом на січень 2023 року комп'ютер є найшвидшим суперкомп'ютером у Європі.
Завершена система складається з 362 496 ядер, здатних працювати понад 375 петафлопс, з теоретичною максимальною продуктивністю понад 550 петафлопс, що ставить її в п'ятірку найпотужніших комп'ютерів у світі. У рейтингу TOP500 за листопад 2022 року LUMI посідає третє місце з виміряною продуктивністю 309,1 PFLOPS.

## Будова
Система постачається компанією Hewlett Packard Enterprise (HPE), яка постачає суперкомп'ютер HPE Cray EX із 64-ядерними процесорами AMD EPYC наступного покоління та графічним процесором AMD Radeon Instinct . LUMI — це система на основі графічного процесора, і більша частина її обчислювальної потужності походить від ядер графічного процесора, будови, яка була обрана в першу чергу через перевагу ціни та продуктивності. Система оснащена 1,75 петабайтами оперативної пам'яті а сховище включає 7-петабайтний розділ флеш-пам'яті в поєднанні з 80-петабайтами традиційного сховища, обидва на основі паралельної файлової системи Luster, а також служба керування даними розміром 30 петабайт на основі Ceph. Це дає системі загалом 117 петабайт пам'яті із сумарною пропускною здатністю вводу-виводу 2 терабайти на секунду.

## Фінансування
LUMI співфінансується спільним підприємством EuroHPC і консорціумом LUMI, який складається з таких країн: Фінляндія, Бельгія, Чехія, Данія, Естонія, Ісландія, Норвегія, Польща, Швеція та Швейцарія . Загальне бюджет становить 144,5 млн євро.

## Енергія
Комп'ютер використовує 100 % гідроелектричної енергії, а тепло, яке він генерує, буде забиратися та використовуватися для опалення будівель у цьому районі, що робить LUMI одним із найбільш екологічно ефективних суперкомп'ютерів у світі. За 38 років роботи колишньої паперової фабрики UPM, де розташована LUMI, було лише одне відключення електроенергії на 2 хвилини завдяки надійному підключенню до національної мережі.

## Експлуатація
Половина потужностей LUMI належить спільному підприємству EuroHPC, 20 % якого зарезервовано для промисловості та малого та середнього бізнесу. Інша половина розподіляється між країнами консорціуму LUMI відповідно до фінансового внеску кожної країни.
До червня 2021 року було вибрано пілотні проекти для першого запуску розділу CPU, запланованого на вересень 2021 року, а повний запуск операцій, включаючи розділ GPU, запланований на 2022 рік
Слово «lumi» в перекладі з фінської означає «сніг».